# Cindy (lied)
Cindy is een lied geschreven door Peter Reber en Rolf Zuckowski.

## Peter, Sue & Marc

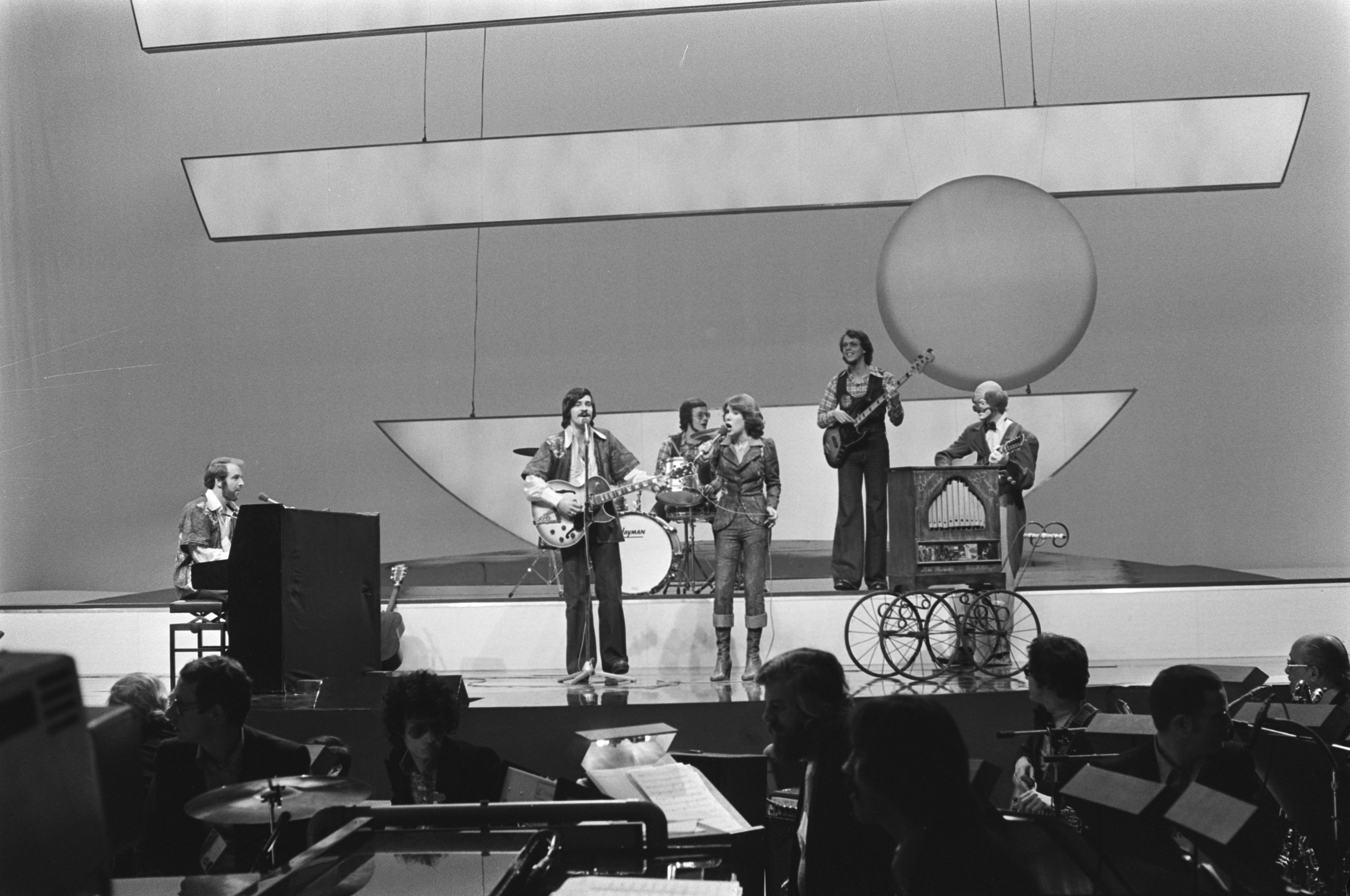
Peter, Sue & Marc in 1976

Cindy werd een single van de Zwitserse muziekgroep Peter, Sue & Marc, vooral populair in hun thuisland. Het haalde in 1977 de vierde plaats in de Zwitserse hitparade. Het nummer is geschreven door Peter (Reber), samen met Rolf Zuckowski, toenmalig muziekproducent van de groep.
Het lied gaat over het meisje Cindy dat volwassen wordt; ze speelde eerst met poppen maar keerde zich naar rock-'n-roll.
Peter Sue & Marc namen namens Zwitserland viermaal deel aan het Eurovisiesongfestival (1971, 1976, 1979 en 1981). Cindy zou hun grootste hit worden, uitgebracht in een jaar waarin ze nou juist niet deelnamen.

### Hitnotering

#### Zwitserse top 30
| Positie: | 14 | 8 | 6 | 5 | 4 | 7 | 6 | 7 | 7 | 8 | 10 | 10 | 11 | 13 | 15 | uit |

Een heruitgave in 2007 haalde diezelfde hitparade alleen omdat de lijst toen was uitgebreid naar een top 100 (een week plaats 67). De band pikte in 1977 ook enige inkomsten uit Duitsland mee, met 21 weken notering en een tiende plaats.

## The Cats
Cindy werd in datzelfde jaar nog gecoverd door The Cats. Het lied verscheen hetzelfde jaar op de lp Like the old days. De B-kant van de single, Morning light, werd gecomponeerd door Piet Veerman met Nail Che.

### Hitnotering
De single stond vijf weken in de Top 40 en kwam in deze hitlijst op nummer 18 als hoogste notering. In de Single Top 100 bereikte het de 21e positie.

#### Nederlandse Top 40
| Positie: | 23 | 19 | 18 | 27 | 30 | uit |

#### NederlandseDaverende 30
| Positie: | 29 | 21 | 21 | uit |